# Kt/V
In medicina il Kt/V è un parametro usato per valutare l'adeguatezza del trattamento dialitico, ovvero la capacità della dialisi di rimuovere dal sangue i soluti che si accumulano nelle persone affette da insufficienza renale grave, detti anche tossine uremiche. Per convenzione si è scelto di considerare l'urea, una molecola derivata dal metabolismo degli aminoacidi, come rappresentativa dell'accumulo e della rimozione di queste sostanze. 
Nel contesto dell'emodialisi il Kt/V è un numero pseudo-adimensionale che dipende dalla concentrazione dell'urea nel sangue prima e dopo la dialisi. 
In particolare:
- K - clearance dell'urea ottenuta dal dializzatore, o filtro per dialisi
- t - durata della seduta dialitica
- V - volume di distribuzione dell'urea, approssimativamente uguale al volume di acqua corporea del paziente.

A dispetto del nome, esso non rappresenta il prodotto di K e t diviso per V, che sarebbe un vero numero adimensionale.
Il calcolo del Kt/V fu sviluppato da Frank Gotch e John Sargent come misura della dose dialitica per analizzare i risultati di uno studio clinico su larga scala, il National Cooperative Dialysis Study.
Secondo le linee guida del gruppo di studio statunitense KDOQI, afferente alla National Kidney Foundation, il valore desiderabile (target) del Kt/V è 1,3, così da assicurare un valore minimo di 1,2. In dialisi peritoneale il target è ≥ 1,7/settimana.

## Spiegazione
Moltiplicando K (la clearance) per t (tempo) si ottiene un volume (poiché mL/min × min = mL, o L/h × h = L), e il prodotto K × t rappresenta il volume di fluido (sangue) depurato dall'urea o da qualunque altro soluto durante una singola seduta dialitica. Anche V è un volume, espresso in mL o L. Quindi il rapporto K × t / V è definito "numero adimensionale" e si può definire come un multiplo del volume di plasma depurato dall'urea diviso per il volume di distribuzione dell'urea. Quando Kt/V = 1,0, un volume di sangue uguale al volume di distribuzione dell'urea è stato completamente depurato da questa molecola.
La relazione fra il rapporto Kt/V e la concentrazione di urea C alla fine della dialisi si può ottenere da una equazione differenziale che descrive la clearance di qualsiasi sostanza dall'organismo quando la concentrazione della sostanza decade in modo esponenziale:
{\displaystyle V{\frac {dC}{dt}}=-K\cdot C}
dove:
- C è la concentrazione [mol/m3]
- t è il tempo [s]
- K è la clearance clearance [m3/s]
- V è il volume di distribuzione [m3]
- {\displaystyle {\frac {dC}{dt}}} è la derivata rispetto al tempo della concentrazione, cioè descrive il cambiamento della concentrazione con il tempo.

La soluzione dell'equazione si ottiene per separazione delle variabili. Portando al secondo membro V e dt, e integrando entrambi i membri:
{\displaystyle \int {\frac {dC}{C}}=\int -{\frac {K}{V}}\,dt}
si ottiene (sapendo che la primitiva di 1/C è il logaritmo di C):
{\displaystyle \ln(C)=-{\frac {K\cdot t}{V}}+c}
dove {\displaystyle c} è la costante di integrazione, un arbitrario numero reale. Invertendo il logaritmo il risultato è:
{\displaystyle C=e^{-{\frac {K\cdot t}{V}}+c}}
con {\displaystyle e} è il numero di Nepero, cioè la base del logaritmo naturale.